# 遠心鋳造
遠心鋳造（えんしんちゅうぞう、英語: centrifugal casting）もしくは遠心鋳造法とは、鋳造手法の一つ。重力鋳造が重力を利用するのに対し、遠心鋳造では型を鉛直の軸周りに回転させることで発生する遠心力を利用して、緻密な鋳物作成に用いられる。工業、芸術など幅広い分野で応用されている。
形状が複雑な小さい部品を鋳造する場合、静止した型に溶解金属を流し込んでも、その表面張力の高さのために隅々まで金属が行き渡らないことがある。型を回転させながら溶融金属を流し込むことで、遠心力によって行き渡らせることができる。同様の問題は吸引鋳造でも解決可能である。
縦型と横型がある。
代表的な製品は水道管用のダクタイル鋳鉄管である。クボタ他数社が供給している。溶融状態の原料を高速回転する型に流すことで均一の厚みを持つ管ができる。
鉄道車両の輪軸や軸受のような高い耐久性と精度を要する円盤状もしくは円筒状の金属部品の製作にも用いられる。この場合は、遠心力により高い圧力を発生することで、緻密な金属部品が得られ、ガス欠陥の発生も抑制できる。楽器メーカーのUFIPでは、シンバルの製造に同手法を用いている。
大型の反射望遠鏡の反射鏡に用いられるガラスの製作においても遠心鋳造の手法が用いられ、これにより鋳造の段階から高い精度が実現できるため研磨作業を減らすことができる。反射鏡の遠心鋳造では炉の中に遠心鋳造のための設備を設け、数ヶ月かけて徐々に冷やす過程で低速回転させることで平滑なガラスを得る。型は予めハニカム状に成形されており、これにより仕上げの研磨が少なくて済む。ただし、天文学用途には温度管理が難しく、場所により膨張不均一が起こるため能動光学が利用される。MMT 天文台や空軍の航空機搭載型弾道ミサイル観測システムで使用されている。
アリゾナ大学のミラーラボではこの方法で反射鏡を鋳造している。硝子材はOHARAが供給している。遠心炉はアメリカンフットボールの観客席の下にある。
同様に、ヒューム管を製造する場合にも、鋳鉄管と同様に使用される。